# Kínai banda
A Kínai banda (Band in China) a South Park című rajzfilmsorozat 299. része (a 23. évad 2. epizódja). Elsőként 2019. október 2-án sugározták az Amerika Egyesült Államokban a Comedy Centralon, míg hazánkban ugyancsak a Comedy Central mutatta be 2020. január 27-én.
Ebben az epizódban a kínai állami cenzúrán élcelődnek, és azon a jelenségen, hogy az amerikai multinacionális vállalatok, a profitszerzés reményében, szándékosan úgy hozzák létre alkotásaikat, hogy azok megfeleljenek Kína elvárásainak. Az epizód nagy visszhangot keltett és emiatt az egész sorozatot betiltották Kínában.

## Cselekmény
Az epizód új főcímmel, a "Böcsület Farm" főcímével kezdődik, amelynek a zenéje a korábbinak a country stílusú feldolgozása, és amelyben minden sort Randy énekel (South Park helyett mindenütt Böcsület Farmot mondva), kivéve Kenny sorait, amelyek helyett Törcsi közli, hogy úgy be van tépve, hogy azt sem tudja, mi történik.
Stan a barátaival egy zenekart alapít, a Crimson Dawn-t, amely hamarosan fel fog lépni. Randy azonban közli, hogy kihagyja a fellépést, mert az a legújabb terve, hogy Kínába utazik, és látván a remek kereskedelmi kapcsolatokat, biztos benne, hogy nagy üzletet fog csinálni.Csakhogy a repülőúton megdöbbenve látja, hogy ez már másoknak is eszébe jutott, ugyanis több NBA-játékos és Disney-karakter is ott van a gépen. A repülőtéren aztán azonnal letartóztatják, látva a csomagját, mert Kínában a marihuána illegális. Börtönbe zárják, ahol megkínozzák majd átnevelőtáborba viszik.
Stanék fellépnek, ahol a közönség döbbenetére egy death metal számot adnak elő arról, hogy Stan mennyire gyűlöli a farmot. Nem sokkal később fel is keresi őket az a zenei producer, aki a PC babákat is befuttatta - nem lemezszerződést kínál nekik, hanem önéletrajzi filmet akar velük forgatni, mert most ebben van a pénz, és nem a turnéban vagy a lemezeladásokban. Stan, akinek kapóra jön a dolog, hogy elhagyhassa a farmot, belemegy, ám hamarosan kiderül, hogy a cselekmény bizonyos részleteit meg kell változtatniuk, vagy ki kell vágniuk azért, hogy Kínában is lehessen forgalmazni a filmet.
A börtönben Randy találkozik Micimackóval és Malackával, akiket azért börtönöztek be, mert betiltották őket, miután internetes mémekben hasonlítgatták Hszi Csin-ping főtitkárt Micimackóhoz. Mikor Randyt bíróság elé viszik, nyíltan szidni kezdi Kínát a börtönállapotok miatt, közölve, hogy nincs bennük "böcsület". Miki egér hall erről a kritikáról, és személyesen keresi fel Randyt, mert szerinte ezzel rontja az üzletét, de Randy közli, hogy az nem alapulhat megfélemlítésen, és felvázolja neki fűimport-terveit. Miki és Randy megpróbálják meggyőzni a kínai hatóságokat, sikertelenül - Miki szerint a Micimackó-affér miatt van mindez. Randy kitalál egy megoldást: egy bödön méz segítségével lépre csalja Micimackót, majd megfojtja, amit Malacka rémülten néz végig.
Ezalatt készül a Crimson Dawn-film, de a cenzúra immár olyan mértékű, hogy kínai tisztek jelennek meg még a történet írásakor is és azonnal jelzik, ha valami nem odaillő. A producer azt kéri Stantől, hogy írja át a forgatókönyvet valamivel, ami a szívéből jön, de ezalatt is folyamatosan ott áll felette egy kínai cenzor, és töröltet vele minden kifogásolható sort. Stan elkeseredik emiatt, és abba akarja hagyni az egészet, mert a kínaiak csak a "nyálzenéket" hagyják jóvá. Ekkor érkezik haza Kyle és Cartman, akiket meglátva Stan rájön, mit kellene leforgatniuk. Újra összeáll egy képzeletbeli segélykoncerten az Ujjal Bumm fiúzenekar, és már el is kezdik forgatni a filmet, amikor Stan leállítja az egészet. Közli, hogy szívéből gyűlöli a farmot, de annyira nem, hogy hagyja Kínának uralni Amerika művészetét. Azt mondja, hogy ő büszke akar lenni magukra és szerinte az nem ér semmit se, aki kínaiak pénzéért eladja a szabadságukat. Ezalatt a Böcsület Gandzsa végül legális lesz Kínában, amit egy szatirikus reklámmal hirdetnek. Ebből rengeteg pénz folyik be, amit billenccsel hordanak be a farmra. Mikor Stan megkérdezi az apjától, hogy miért tiszta vér és méz, Randy közli, hogy megölte Micimackót. Amikor erre Stan azt mondja, hogy ír erről egy újabb dalt, Randy annyit válaszol, hogy írja bele azt is, hogy "böcsületet" adott Kínának.
A stáblista alatt szóló zene változatlan, viszont Randy énekelgeti alatta, hogy "Böcsület Farm".

## Fogadtatás
Az epizód hatására Kínában valamennyi platformon betiltották a South Parkot. Ennek hatására Trey Parker és Matt Stone egy szarkasztikus bocsánatkéréssel álltak elő: "Ahogy az NBA, úgy mi is üdvözöljük a kínai cenzorokat otthonunkban és szívünkben. Mi is jobban szeretjük a pénzt, mint a szabadságot vagy a demokráciát. Hszi egyáltalán nem néz ki úgy, mint Micimackó. Szerdán este 10 órakor kapcsoljanak a 300. epizódunkra! Éljen soká a Kínai kommunista Párt! Legyen az őszi ciroktermés bőséges! Most már jók vagyunk, Kína?". A közleményben utalások szerepelnek az akkor éppen aktuális botrányra az NBA kapcsán: Daryl Morey, a Houston Rockets akkori menedzsere Hong Kong-párti tweeteket tett közzé, kiállva a Kína ellen tüntetők mellett. A tweet hatására az összes kínai NBA-szponzor felfüggesztette a támogatását, az NBA pedig Kína bocsánatáért esedezett, és erre bírták rá Moreyt is. Az eset nagy port kavart az Egyesült Államokban. 2019. október 8-án a tüntetők válaszképpen egy hatalmas kivetítőn vetítették le az epizódot egy forgalmas hong kongi utcán.

## Forráshivatkozások
1. ↑  Parker, Ryan: ‘South Park’ Episode Mocks Hollywood for Shaping Stories to Please China (amerikai angol nyelven). The Hollywood Reporter, 2019. október 2. (Hozzáférés: 2024. június 17.)
2. ↑  Sharf, Zack: ‘South Park’ Removed From Chinese Internet After Critical ‘Band in China’ Episode (amerikai angol nyelven). IndieWire, 2019. október 7. (Hozzáférés: 2024. június 17.)
3. ↑  „Why China censors banned Winnie the Pooh”, 2017. július 17. (Hozzáférés: 2024. június 17.) (brit angol nyelvű)
4. ↑  x.com. X (formerly Twitter). (Hozzáférés: 2024. június 17.)
5. ↑  Tamás, Mészáros: Amerika ráébredt, hogy a kínai pénz diktál (magyar nyelven). index.hu, 2019. október 17. (Hozzáférés: 2024. június 17.)
6. ↑  Chu, Ryan Parker,Karen; Karen: Notorious ‘South Park’ China Episode Screened on the Streets of Hong Kong (amerikai angol nyelven). The Hollywood Reporter, 2019. október 9. (Hozzáférés: 2024. június 17.)